# Santa Maria di Leuca

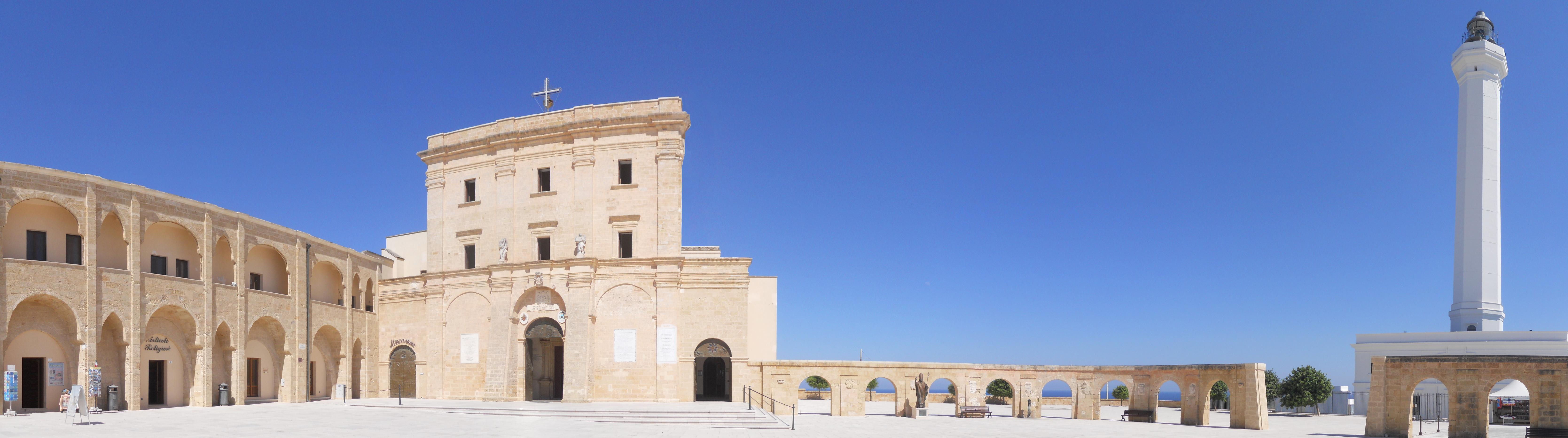
Biserica şi farul

Santa Maria di Leuca este un oraș în Italia.